# Zoborožec guinejský
Zoborožec guinejský (Rhyticeros plicatus) je druh zoborožce, který žije v korunách stromů Melanésie a Wallacey.  

## Systematika
Zoborožce guinejského formálně popsal v roce 1781 waleský zoolog Thomas Pennant. Druhové jméno plicatus pochází z latiny, ve které znamená „zdvojený“ nebo „složený“ (z latinského plicare = „složit“). Jedná se o monotypický taxon.

## Výskyt
Zoborožec guinejský se vyskytuje na Nové Guineji, přilehlých ostrůvcích a Šalamonových ostrovech. Habitat druhu tvoří původní primární pralesy i sekundární lesy. Vyhledává i močálovité oblasti nebo lužní lesy. Vyskytuje se do 1500 m n. m., výjimečně až do 1800 m n. m.

## Popis

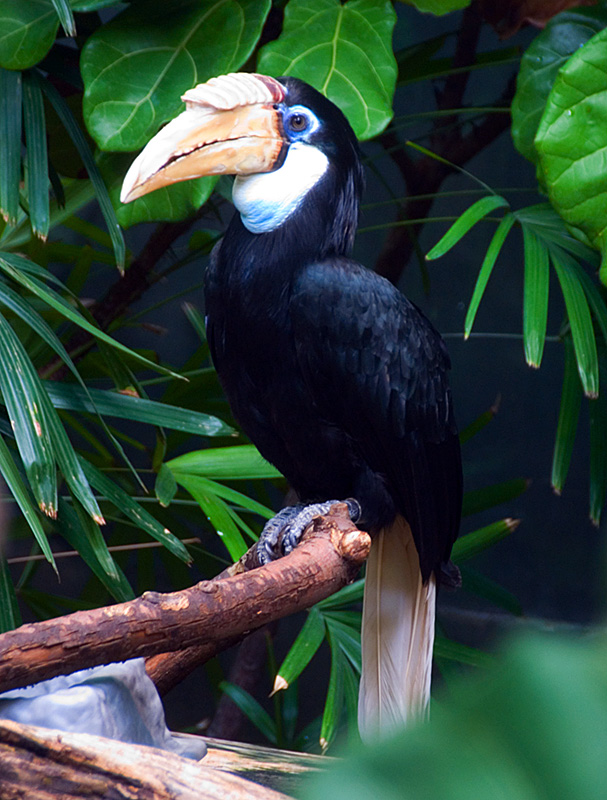
Zoborožec guinejský (samice)

Tento statný pták dosahuje délky těla 65–85 cm. Samec váží kolem 1,2–2 kg, samice 1,5-2 kg. Samec má rezavou hlavu a krk. Hřbet, křídla i spodina jsou černé, ocas je bílý. Statný zobák je bledě žlutý, u kořene červenohnědý. Červenohnědá přilbice se táhne asi do poloviny délky horní čelisti a u báze je značně zvrásněná. Neopeřený oční kroužek kolem oka je bledě modrý. Výrazně nafouklá hrdelní kůže je bílá s náznaky modré. Nohy jsou černé, oči jsou červenohnědé až červené. Samice je o něco menší, její hlava a krk jsou černé (tzn. ne rezavé jako u samce) a její oči jsou hnědé.

## Biologie
Typicky se vyskytuje v páru, někdy v menších hejnech. Na hřadovištích se může shlukovat do mohutných hejn o stovkách jedinců. Živí se převážně ovocem, a to jak fíky, tak i dalšími druhy plodin. Jídelníček doplňuje živočišnou potravou včetně mořských krabů.
Zahnizďuje v dutinách stromů. Podobně jako jiná zoborožci, i samice zoborožce guinejského se na hnízdě zazdívá, a během dalších několika měsíců (hnízdní cyklus trvá kolem 125 dní), které zahrnují inkubaci i výchovu mláďat, ji potravu donáší samec. Samice snáší snad 1–2 vejce.

## Ohrožení
Mezinárodní svaz ochrany přírody (IUCN) ve své vyhodnocující zprávě o stavu populace z roku 2020 považuje zoborožce guinejského za málo dotčený druh. Populace je nicméně na pomalém ústupu, za který může zánik přirozených stanovišť i lov místními obyvateli.